# Стратонов, Всеволод Викторович
Все́волод Ви́кторович Страто́нов (1869, Одесса — 1938, Прага) — русский астроном (астрофизик), профессор (1918), декан физико-математического факультета МГУ. В 1922 году был выслан из СССР вместе с большой группой учёных и последние годы жизни жил в Праге.

## Биография
Родился 5 (17) апреля 1869 года в Одессе в семье директора Ришельевской гимназии Виктора Исаевича Стратонова.
В 1887 году окончил Кубанскую войсковую гимназию, в 1891 году — физико-математический факультет Новороссийского университета с дипломом 1-й степени и золотой медалью, присуждённой ему за дипломную работу «Пассажный инструмент и определение географических координат». В 1891—1892 годах работал в астрономом в Одесской обсерватории. Затем работал в Пулковской обсерватории.
С 1895 года стал первым гражданским сотрудником Ташкентской обсерватории.
С помощью сконструированных им астрографов он сделал более 400 снимков звёздного неба и небесных объектов. В их числе почти 200 фотографий шаровых и рассеянных звёздных скоплений, 85 снимков малой планеты Эрос, Млечного Пути, светлых и тёмных туманностей, переменных звёзд и поверхности Солнца.
В. В. Стратоновым было открыто убывание числа звёзд в Млечном Пути с широтой, а также их распределение по долготам, им были обнаружены волокнистые и клочковые структуры в туманностях, окружающих скопления ярких звёзд. Он измерил скорости вращения Солнца на разных широтах по наблюдениям горячих облаков в атмосфере Солнца и сделал вывод, что не существует единого закона вращения солнца, а каждый широтный пояс имеет свою скорость вращения.
Результаты научной работы Стратонова были опубликованы в престижных зарубежных астрономических журналах.
Из-за болезни глаз был вынужден оставить работу астронома-наблюдателя. На свои средства им были изданы несколько книг по астрономии, в частности, прекрасно оформленная книга «Солнце» с многочисленными иллюстрациями, удостоенная премии Русского астрономического общества.
В 1905—1911 годах был вице-директором канцелярии наместника Кавказа И.И. Воронцова-Дашкова в Тифлисе. Затем служил контролером Государственного банка в его орловском, муромском, тверском отделениях. 
После революции В. В. Стратонов был научным консультантом Наркомпроса по изданию научной литературы.
Осенью 1918 года В. В. Стратонов в числе некоторых других видных российских учёных вошёл в состав организованного в Москве по указанию Народного комиссариата просвещения oргбюро, позднее преобразованное в организационный комитет, который занимался работой по сбору оборудования, научной литературы и учебных пособий для создаваемого в Ташкенте Туркестанского университета.
В 1920 году В. В. Стратонов возглавил физико-математический факультет Московского университета и тогда же предложил создать на юге России Главную астрофизическую обсерваторию и оснастить её самыми современными приборами. Проект Стратонова поддержали академик Белопольский, члены-корреспонденты Иванов и Тихов, профессора Михайлов, Блажко, Михельсон и многие другие. Единственным противником проекта был астроном В. Т. Тер-Оганезов. Правительство утвердило проект и был создан специальный комитет, который возглавил Стратонов. Однако обсерватория так и не была построена, а на базе комитета Главной астрофизической обсерватории в 1923 году был создан Государственный астрофизический институт (ГАФИ).
В 1921 году В. В. Стратонов выступил организатором забастовки профессоров МГУ, организованной для того. чтобы добиться улучшения положения преподавателей.
В августе 1922 года В. В. Стратонов был арестован, а в октябре 1922 года — выслан из РСФСР вместе с большой группой учёных.
Первоначально после своей высылки за границу он жил некоторое время в Берлине, где он принимал активное участие в организации Русского научного института, чтобы помочь детям русских эмигрантов продолжить образование, а русским учёным — продолжить свою научную деятельность.
В 1923 году В. В. Стратонов переехал на жительство в Прагу. Он занимался чтением научно-популярных лекции по астрономии во многих городах Чехословакии, а также в Литве, Латвии и Эстонии и сотрудничал с Русским национальным университетом в Праге.
После получения им чехословацкого гражданства, он начал читать курс лекций по общей и тактической астрономии в Чешском высшем техническом училище в Праге. В 1927 году им был издан на чешском языке сборник «Астрономия», который в 1929 году был переиздан на немецком языке. Также в этот период им были изданы несколько научно-популярных книг по астрономии.
В последние годы своей жизни В. В. Стратонов занимался обработкой результатов своих наблюдений малой планеты Эрос, которые были выполнены им ещё в Ташкенте в 1900—1901 годах, и подготовил к печати материалы своих лекций по общей астрономии.
Покончил жизнь самоубийством 6 июля 1938 года в Праге, где и был похоронен, на Ольшанском кладбище.